# Nemzeti Bajnokság III 1940-1941
Nemzeti Bajnokság III 1940–1941 sau liga a treia maghiară sezonul 1940–1941, a fost al 27-lea sezon desfășurat în această competiție. 

## Istoric și format
Liga a trei a fost formată din 5 serii: Vest, Sud, Est, Nord - Grupa Matra și Nord - Grupa Carpati. Doar în ultima a evoluat echipă românească.

## Seria Nord - Grupa Carpați
Echipele participante au fost din 7 localități: 
- Bereg: CFT
- Cașovia: Stăruința
- Muncaci: AS, AS Varpalanka
- Nireghihaza: AGS, ASCI
- Seleușu Mare: AS Beskizii
- Slatina: 	AS Minerul
- Ujhorod: CA, ASM

Muncaci, Nireghihaza și Ujhorod au avut mai mult de o echipă.
| Poz | Echipă                                            | Pld | W | D | L | GF | GA | GD | Pct |
| --- | ------------------------------------------------- | --- | - | - | - | -- | -- | -- | --- |
| 1   | Asociația de Gimnastică și Scrimă Nireghihaza (C) | 3   | 1 | 1 | 1 | 14 | 5  | +9 | 3   |
| 2   | AS Muncaci                                        | 2   | 1 | 1 | 0 | 7  | 4  | +3 | 3   |
| 3   | CA Ujhorod                                        | 2   | 1 | 1 | 0 | 5  | 4  | +1 | 3   |
| 3   | Stăruința Cașovia                                 | 2   | 1 | 1 | 0 | 5  | 4  | +1 | 3   |
| 5   | Clubul de Fotbal și Tenis Bereg                   | 2   | 1 | 0 | 1 | 6  | 3  | +3 | 2   |
| 6   | AS Comert si Industrie Nireghihaza                | 1   | 1 | 0 | 0 | 3  | 1  | +2 | 2   |
| 7   | AS Minerul Slatina                                | 1   | 1 | 0 | 0 | 3  | 2  | +1 | 2   |
| 8   | AS Varpalanka(Muncaci)                            | -   | - | - | - | -  | -  | -  | -   |
| 9   | AS Beskizii Seleușu Mare                          | -   | - | - | - | -  | -  | -  | -   |
| 10  | ASM Ujhorod                                       | -   | - | - | - | -  | -  | -  | -   |

(C) Campioana la momentul respectiv a fost AS Levente Munkácsi.
Surse:
Sportul Național/"Nemzeti Sport" din 1941.08.05.

## Vezi și
- Prima ligă maghiară
- Liga a 2-a maghiară
- Liga a 2-a maghiară 1940–1941
- Liga a 4-a maghiară 1940–1941